# Mustafa-ed-din Bey
Mustafa-ed-din Bey (ook "Mustafa Nour-ed-din Bey" ) (-) was een Turks Dragoman oftewel vertaler. Hij was de eerst aangewezen vertaler op het Ministerie van Buitenlandse Zaken in Constantinopel. Voor zijn verdiensten ontving hij op 14 september 1855 de IIe Klasse met ster in de voor niet-christenen voorgeschreven vorm van de Pruisische Orde van de Rode Adelaar.